# Feldberg, Breisgau-Hochschwarzwald
Feldberg là một đô thị trong huyện Breisgau-Hochschwarzwald bang Baden-Württemberg phía nam nước Đức. Đô thị Feldberg có diện tích 24,97 km². Feldberg dân số thời điểm 31 tháng 12 năm 2020 là 1849 người. Đô thị này nằm gần rừng Đen Feldberg.